# Тритемнодони
Тритемнодоните са били род хищни животни от разред Hyaenodonta. Tritemnodon означава „три режещи зъба“ и е препратка към това как са били оформени зъбите на тези животни, осигурявайки им голяма ефективност при рязане, нещо характерно за хиенодонтите. Сравнително малкият ръст и грациозното телосложение на тритемнодоните означава, че те най-вероятно са ловували по-малки гръбначни животни, като гризачи. По времето, когато са живели по-голямата част от Северна Америка все още е доминирана от умерени гори, които още не са отстъпили място на обширните тревисти равнини, които ще се появят там през миоцен.Затова тритемнодоните вероятно са се спотайвали из горския подлес, надушвайки миризми, оставени от по-малки животни, които те са ловували по начин, подобен на този, по който го правят днешните лисици. Дългите крака и лекото телосложение на тритемнодоните показват, че животните са били способни да ловят доста бърза плячка. Тритемнодоните  са живели през еоцен, от преди около 54 до преди около 38 милиона години в Северна Америка. Фосили на тритемнодони, са били открити в образуванията Willwood и Lower Bridger, в щата Уайоминг.